# De Boeg

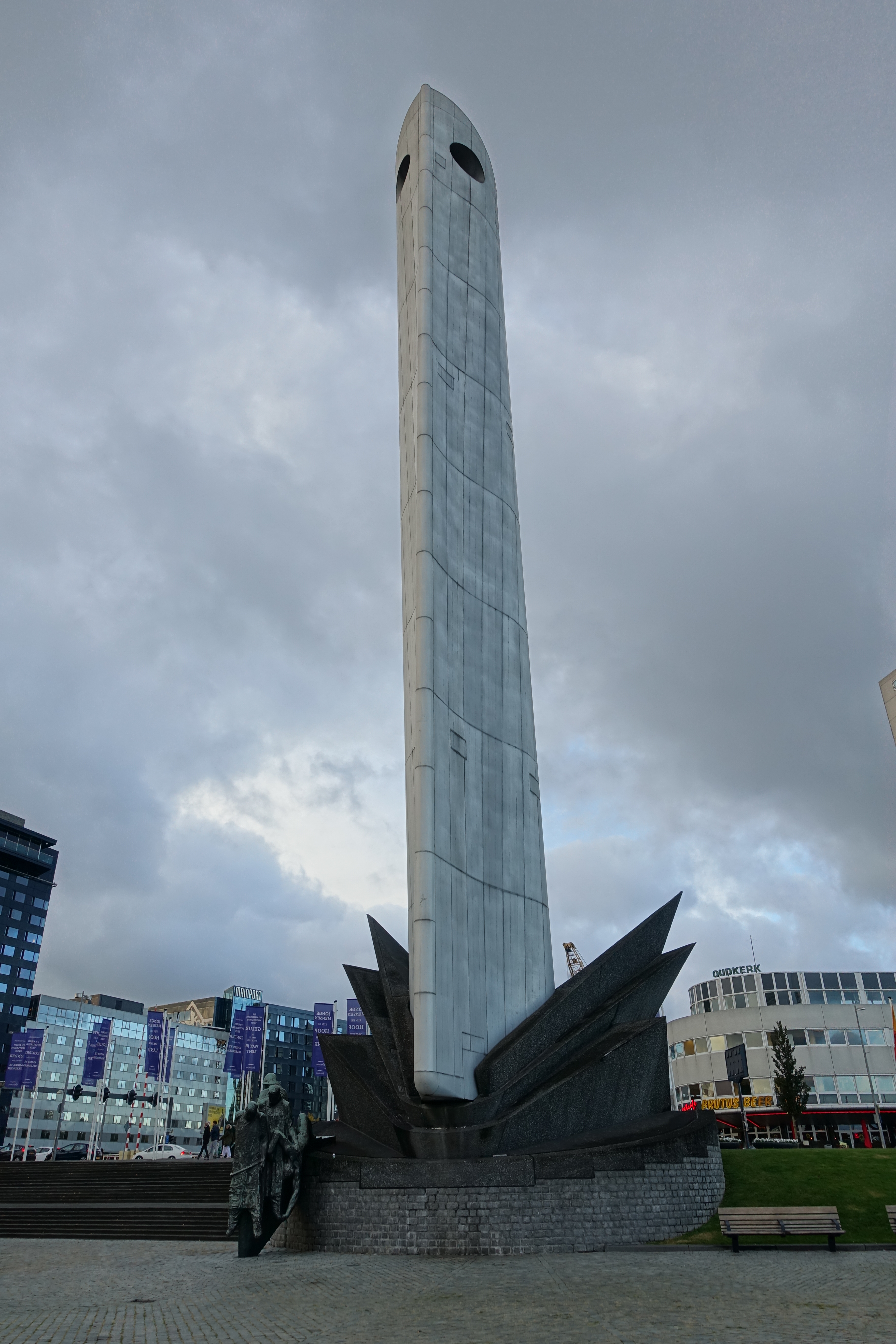

De Boeg (Der Bug) ist ein Denkmal zu Ehren der rund 3500 Seeleute auf niederländischen Handelsschiffen, die im Zweiten Weltkrieg ums Leben kamen. Es wurde vom Bildhauer Fred Carasso (1899–1969) entworfen und wurde in Rotterdam-Leuvehaven errichtet.
Auftraggeber war die Stichting Herrijzend Rotterdam. Das Denkmal wurde am 10. April 1957 von Prinzessin Margriet von Oranien-Nassau enthüllt. Es handelt sich um eine 46 Meter hohe Aluminiumkonstruktion, die einen Schiffsbug symbolisiert, der durch Wellen aus Beton pflügt. Das Denkmal war aufgrund seiner Abstraktion anfangs umstritten. Um ihm ein figuratives Element hinzuzufügen, wurde es am 15. Juli 1965 mit einer acht Meter hohe Skulpturengruppe aus Bronze ergänzt. Die Skulptur zeigt einen Steuermann, drei Matrosen und einen Ertrunkenen. Auf der Seite findet sich der Text: „Sie hielten Kurs“.
Diese Skulptur zählt zur Rotterdam International Sculpture Collection.

## Nachweise
1. ↑  Beeldende Kunst & Openbare Ruimte Rotterdam: De boeg (1956) Frederico Carasso, abgerufen am 22. Februar 2023.